# M65 (galaxie)
Pour les articles homonymes, voir M65.
M65 (NGC 3623) est une galaxie spirale située dans la constellation du Lion. NGC 3623 a été découverte par l'astronome français Charles Messier en 1780.

## Caractéristiques
La classe de luminosité de M65 est I et elle présente une large raie HI. C'est aussi une galaxie LINER, c'est-à-dire une galaxie dont le noyau présente un spectre d'émission caractérisé par de larges raies d'atomes faiblement ionisés.

### Distance
Sa vitesse par rapport au fond diffus cosmologique est de 1 151 ± 24 km/s, ce qui correspond à une distance de Hubble de 17,0 ± 1,2 Mpc (∼55,4 millions d'al).
À ce jour, 22 mesures non basées sur le décalage vers le rouge (redshift) donnent une distance de 12,229 ± 2,452 Mpc (∼39,9 millions d'al), ce qui est légèrement à l'extérieur des valeurs de la distance de Hubble. Puisque cette galaxie est relativement rapprochée du Groupe local, il est probable que cette valeur soit plus près de la distance réelle de M65. Notons que c'est avec la valeur moyenne des mesures indépendantes, lorsqu'elles existent, que la base de données NASA/IPAC calcule le diamètre d'une galaxie.
Deux caractéristiques ressortent des  mesures des distances des galaxies du groupe de NGC 3627 dont M65 fait partie, autant de celles obtenues du décalage (distance de Hubble) que des mesures indépendantes du décalage. Premièrement, les distances des deux galaxies retenues par Mahtessian (NGC 3596 et NGC 3666) sont nettement plus grandes que la moyenne des distances des quatre galaxies du groupe de Garcia, qui est de 16,2 ± 1,4 Mpc (∼52,8 millions d'al) ou de 10,2 ± 1,5 Mpc (∼33,3 millions d'al) pour les méthodes indépendantes du décalage. Deuxièmement, toutes les distances obtenues par des méthodes indépendantes sont inférieures aux distances de Hubble. Comme ces galaxies sont relativement rapprochées du Groupe local, leur vitesse propre est non négligeable par rapport à la vitesse produite par l'expansion de l'Univers. La vitesse propre de ces galaxies s'additionne à celle de l'expansion, augmentant ainsi leur décalage vers le rouge. Si au contraire, leur vitesse propre était dans la direction opposée, vers la Voie lactée, leur décalage serait diminué et la distance de Hubble serait alors inférieure à leur distance réelle.

### Classification
Les bases de données NASA/IPAC et HyperLeda classent respectivement M65 comme une spirale intermédiaire et comme un spirale barrée, mais on ne voit pas de barre central ni même un début de barre sur l'image prise par le télescope spatial Hubble ainsi que sur celle réalisée à partir des données du relevé SDSS. La classification de spirale ordinaire par le professeur Seligman et par Wolfgang Steinicke semble mieux correspondre à cette galaxie.

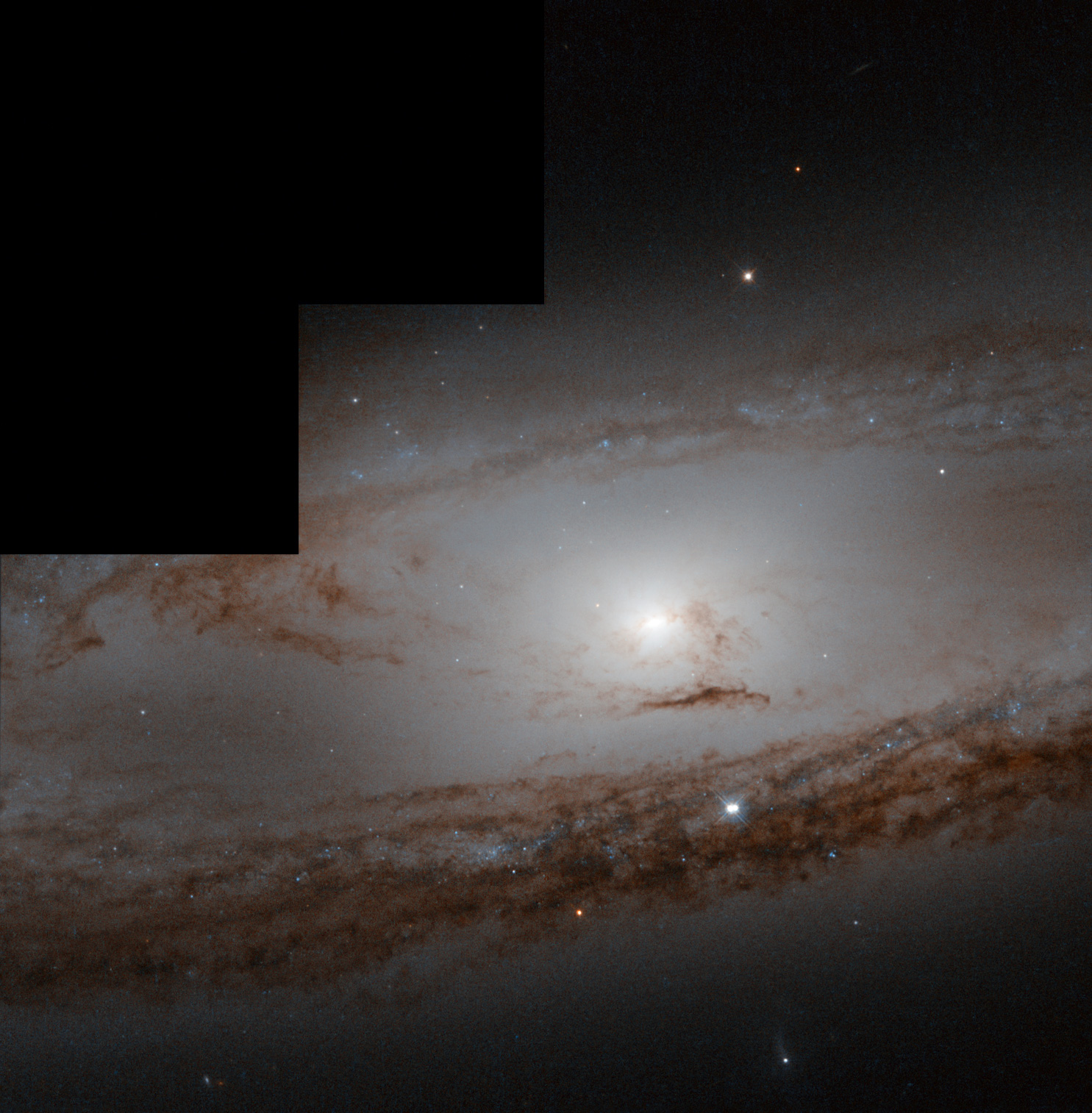
Messier 65 par le télescope spatial Hubble.
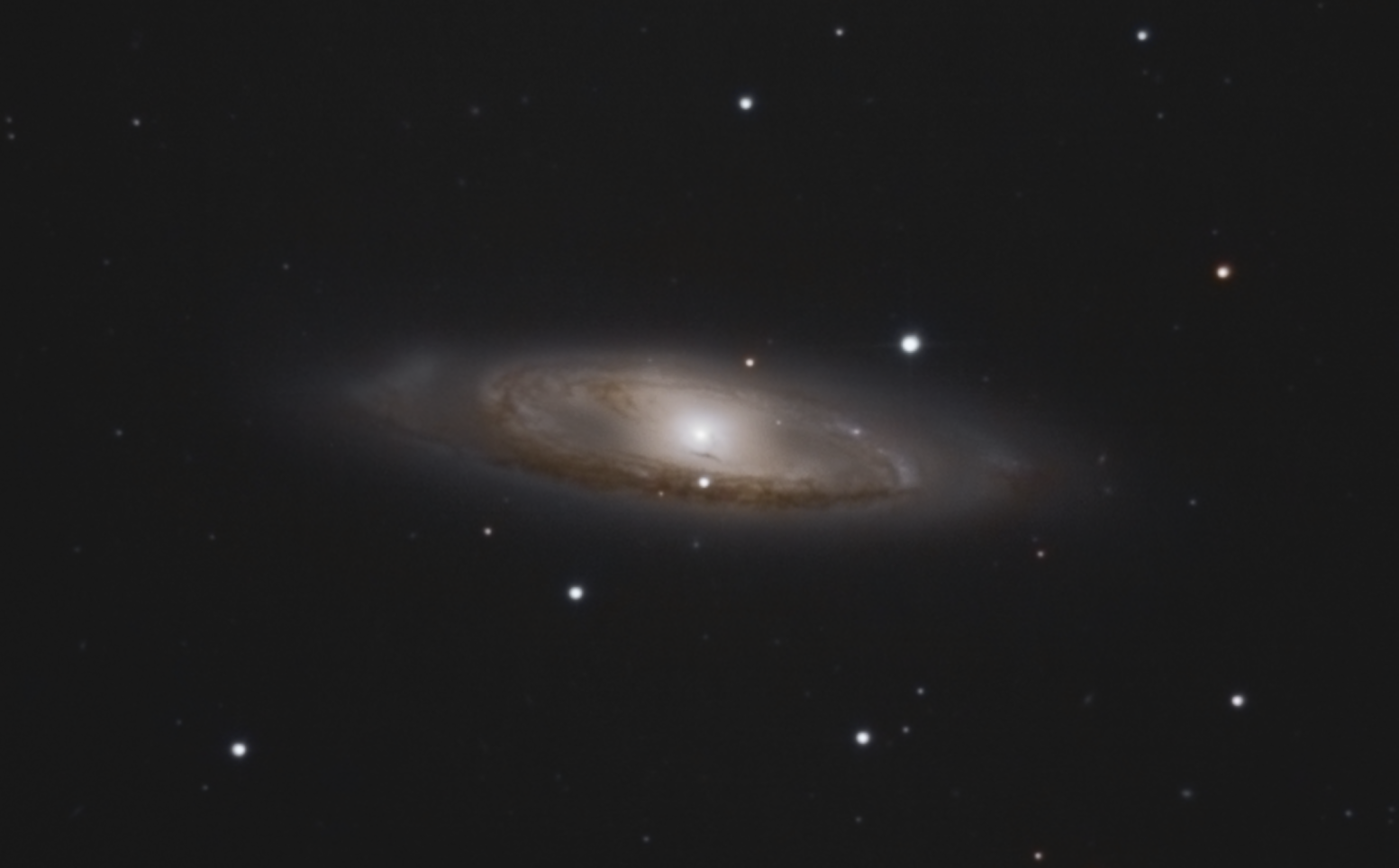
M65 vue par un télescope amateur.

## Trou noir supermassif
Selon un article basé sur les mesures de luminosité de la bande K de l'infrarouge proche du bulbe de NGC 3623, on obtient une valeur de 107,1 {\displaystyle M_{\odot }} (13 millions de masses solaires) pour le trou noir supermassif qui s'y trouve.

## Supernova
La supernova SN 2013am a été découverte dans M65 le 21 mars 2013 par l'astronome japonais Matsuo Sugano. Cette supernova était de type II.

## Groupe de NGC 3627 (M66)

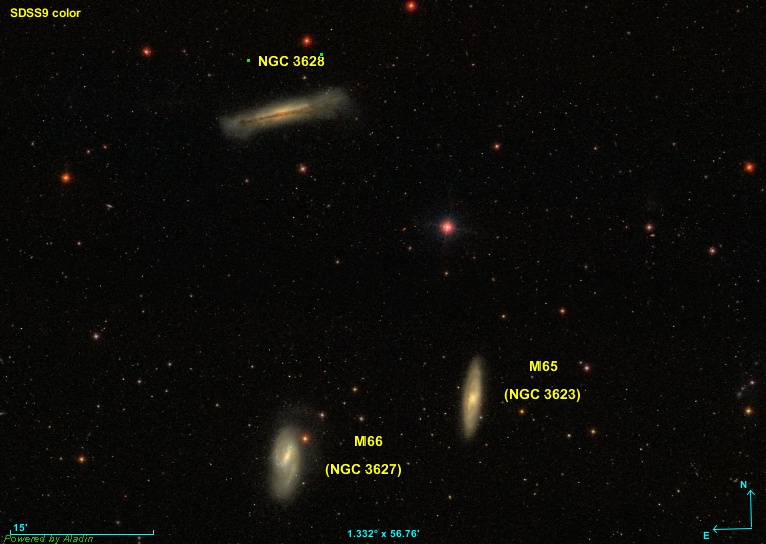
Le Triplet du Lion.